# 정대천
정대천(丁大天, 1909년 12월 7일 경기도 파주 ~ 1991년 5월 6일)은 제3,4대 민의원의원을 지낸 대한민국의 정치인이다. 국민훈장 모란장을 받았다.

## 약력
- 교하보통학교 졸업
- 한국노총 최고위원
- 자유당 중앙위원
- 한국노조중앙본부 부위원장
- 대한탁구협회 서울특별시 부회장
- 서울특별시노동위원회 위원
- 민주공화당 중앙위원

## 역대 선거 결과
|  | 8.03% |

|  | 41.88% |

|  | 45.96% |

|  | 8.51% |

|  | 26.88% |